# 東駄知站
東駄知站（日语：／ Higashi-Dachi eki */?）是位於岐阜縣土岐市，東濃鐵道駄知線的鐵路車站（廢站）。

## 歷史
此站位於駄知町的中心。在約1970年（昭和45年），由於合理化關係，計劃把駄知站至此站之間廢除。實際上在申請廢除的兩個月後，由於天災關係，使駄知線全線暫停營運，繼而廢除。

### 年表
- 1924年（大正13年）9月28日：駄知鐵道駄知站至此站間開通，此站啟用[1]。
- 1944年（昭和19年）3月1日：在公司合併後成為東濃鐵道駄知線車站。
- 1972年（昭和47年）
  - 5月：申請把此站至駄知站之間廢除。
  - 7月13日：發生昭和47年7月暴雨（日语：昭和47年7月豪雨），使橋樑被沖毀，全線暫停營業。
- 1974年（昭和49年）10月21日：駄知線廢線，此站也被廢除[1]。

## 車站構造
此站是一座地面車站，設有1面1線的月台。於此站起卸的貨物包括陶器製品。此站設有留置線。

## 其他
在1932年（昭和7年），此站至駄知站之間曾經開設一座小川町站（距離土岐市站9.8公里）。後來在1942年（昭和17年）暫停營業，在1944 - 45年之間被廢除。

## 現況
部分車站遺址變為東鐵巴士「東駄知」巴士站和巴士回轉場。

## 相鄰車站
東濃鐵道
駄知線
駄知－東駄知

## 注腳
1. 1 2  今尾惠介監修《日本鐵道旅行地圖帳 7號 東海》新潮社 42頁

## 相關項目
- 日本鐵路車站列表 Hi